# Michelle Kroppen
Michelle Kroppen (Kevelaer, 19 de abril de 1996) é uma arqueira profissional alemã, medalhista olímpica.

## Carreira
No Campeonato Europeu de Tiro com Arco de 2018, realizado em Legnica, Polônia, Kroppen ganhou a medalha de bronze no evento de arco recurvo feminino por equipe. Ela ganhou a medalha de prata no evento de arco recurvo feminino por equipe no Campeonato Europeu de Tiro com Arco de 2021, realizado em Antalya.
Kroppen participou da prova de tiro com arco em equipes feminina nos Jogos Olímpicos de Verão de 2020 em Tóquio ao lado de Charline Schwarz e Lisa Unruh, conquistando a medalha de bronze. Ela também conseguiu a medalha de prata no evento recurvo individual feminino no Campeonato Europeu de Tiro com Arco de 2022, realizado em Munique.
Nos Jogos Olímpicos de Verão de 2024, em Paris, conseguiu a prata na disputa mista, ao lado de Florian Unruh.